# Pogrodzie (gromada)
Pogrodzie – dawna gromada, czyli najmniejsza jednostka podziału terytorialnego Polskiej Rzeczypospolitej Ludowej w latach 1954–1972.
Gromady, z gromadzkimi radami narodowymi (GRN) jako organami władzy najniższego stopnia na wsi, funkcjonowały od reformy reorganizującej administrację wiejską przeprowadzonej jesienią 1954 do momentu ich zniesienia z dniem 1 stycznia 1973, tym samym wypierając organizację gminną w latach 1954–1972.
Gromadę Pogrodzie z siedzibą GRN w Pogrodziu utworzono – jako jedną z 8759 gromad na obszarze Polski – w powiecie elbląskim w woj. gdańskim na mocy uchwały nr 15/III/54 WRN w Gdańsku z dnia 5 października 1954. W skład jednostki weszły obszary dotychczasowych gromad Pogrodzie, Chojnowo, Nowinka i Przybyłowo ze zniesionej gminy Tolkmicko oraz obszary dotychczasowych gromad Huta Żuławska i Rychnowy ze zniesionej gminy Milejewo w tymże powiecie. Dla gromady ustalono 13 członków gromadzkiej rady narodowej.
1 stycznia 1972 do gromady Pogrodzie włączono część obszaru miasta Tolkmicko (656,68 ha) w tymże powiecie.
Gromada przetrwała do końca 1972 roku, czyli do kolejnej reformy gminnej.